# CA Ibèria
CA Ibèria is een Spaanse voetbalclub uit de wijk Zona Franca in het district Sants-Montjuïc van de stad Barcelona. De club speelt in de Segona Territorial, de derde Catalaanse amateurdivisie. Thuisstadion is het Mare de Déu de Port.

## Geschiedenis
Na de Spaanse Burgeroorlog fuseerden verschillende clubs uit Zona Franca tot CA Ibèria, dat zo op 12 augustus 1939 werd opgericht. In 1956 promoveerde de club naar de Tercera División. In 1958 haalde het de finale van de Trofeu Moscardó, een Catalaans bekertoernooi, die echter met 2-1 verloren werd van UE Poble Sec. In 1959 werd CA Ibèria kampioen van de regionale groep van deze divisie, maar in de play-offs werd promotie niet behaald. De club speelde tot 1963 in de Tercera División, waarna CA Ibèria degradeerde naar de regionale divisies.

## Erelijst
- Tercera División

1959